# Chaetocanthus bechuanus
Chaetocanthus bechuanus là một loài bọ cánh cứng trong họ Ochodaeidae. Loài này được Peringuey miêu tả khoa học đầu tiên năm 1908.